# HD 170040
HD 170040，又名CD-3812824，SAO 210213、HR 6921，是一颗恒星，视星等为6.63，位于銀經355.54，銀緯-12.66，其B1900.0坐标为赤經18h 22m 22.3s，赤緯-38° -12.66′ 49″。